# Görlitz
Pour les articles homonymes, voir Görlitz (homonymie).
Görlitz (/ˈɡœʁlɪt͡s/ ; en sorabe : Zhorjelc ; en polonais : Zgorzelec) est une ville frontalière de l'est de l'Allemagne, sixième ville la plus peuplée du Land de Saxe, arrosée par la rivière Neisse. Avant la réforme des arrondissements de Saxe de 2008, c'est une ville-arrondissement ; elle est ensuite regroupée avec trois autres arrondissements dans l'arrondissement de Görlitz.
Située aux confins de la Lusace, elle appartient à l'électorat de Saxe puis à la Silésie, qui est alors une province du royaume de Prusse, qui devient l'État libre de Prusse après la Première Guerre mondiale. Jusqu'en 1945, la ville s'étend de part et d'autre de la rivière, mais les Alliés définissent une frontière qui suit le cours d'eau. À la suite du traité de Zgorzelec qui est signé dans la ville en 1950, la RDA reconnaît la ligne Oder-Neiße et toute la partie située sur la rive droite de la Neisse est cédée à la Pologne et prend le nom de Zgorzelec.
Le centre-ville regorge d'un patrimoine architectural datant du gothique, de la Renaissance et du baroque. Il est épargné lors de la Seconde Guerre mondiale et est ainsi sauvegardé.

## Géographie

### Localisation

Localisation de Görlitz dans son arrondissement et dans la Saxe.

Görlitz est une ville de taille moyenne située dans l'est de la Saxe et de l'Allemagne. Elle est aux contreforts des monts de Lusace dans la Basse-Lusace, elle-même intégrée dans la Silésie. La ville est traversée par le 15e méridien est, qui représente l'heure normale d'Europe centrale (CET). Elle forme, avec sa voisine polonaise Zgorzelec, une agglomération d'environ 100 000 habitants. Sa superficie totale est de 67,22 km2, elle s'étend sur 19,4 km2 du nord au sud et sur 7,3 km2 d'est en ouest. Les autres grandes villes à proximité sont Bautzen à 39 km à l'ouest, Liberec à 44 km au sud, Jelenia Góra à 59 km au sud-est, Hoyerswerda à 61 km au nord-ouest, Cottbus à 82 km au nord-ouest également, Legnica à 83 km à l'est, Dresde à 88 km à l'ouest, Prague à 125 km au sud et Berlin à 187 km au nord-ouest.
| Schöpstal        | Neißeaue | Zgorzelec |
| Markersdorf      | Görlitz  | Zgorzelec |
| Schönau-Berzdorf | Ostritz  | Zgorzelec |

### Géologie et relief
Le point culminant de la commune est situé à 420 m d'altitude sur la colline du Landeskrone. Le point le plus bas se situe sur la Neisse à 185 m d'altitude.

## Histoire
| Appartenances historiques Royaume de Bohême 1198-1635 Électorat de Saxe 1635-1806 Royaume de Saxe 1806–1815 Royaume de Prusse (Province de Silésie) 1815–1918 République de Weimar 1918–1933 Reich allemand 1933–1945 Allemagne occupée 1945–1949 République démocratique allemande 1949–1990 Allemagne 1990–présent |

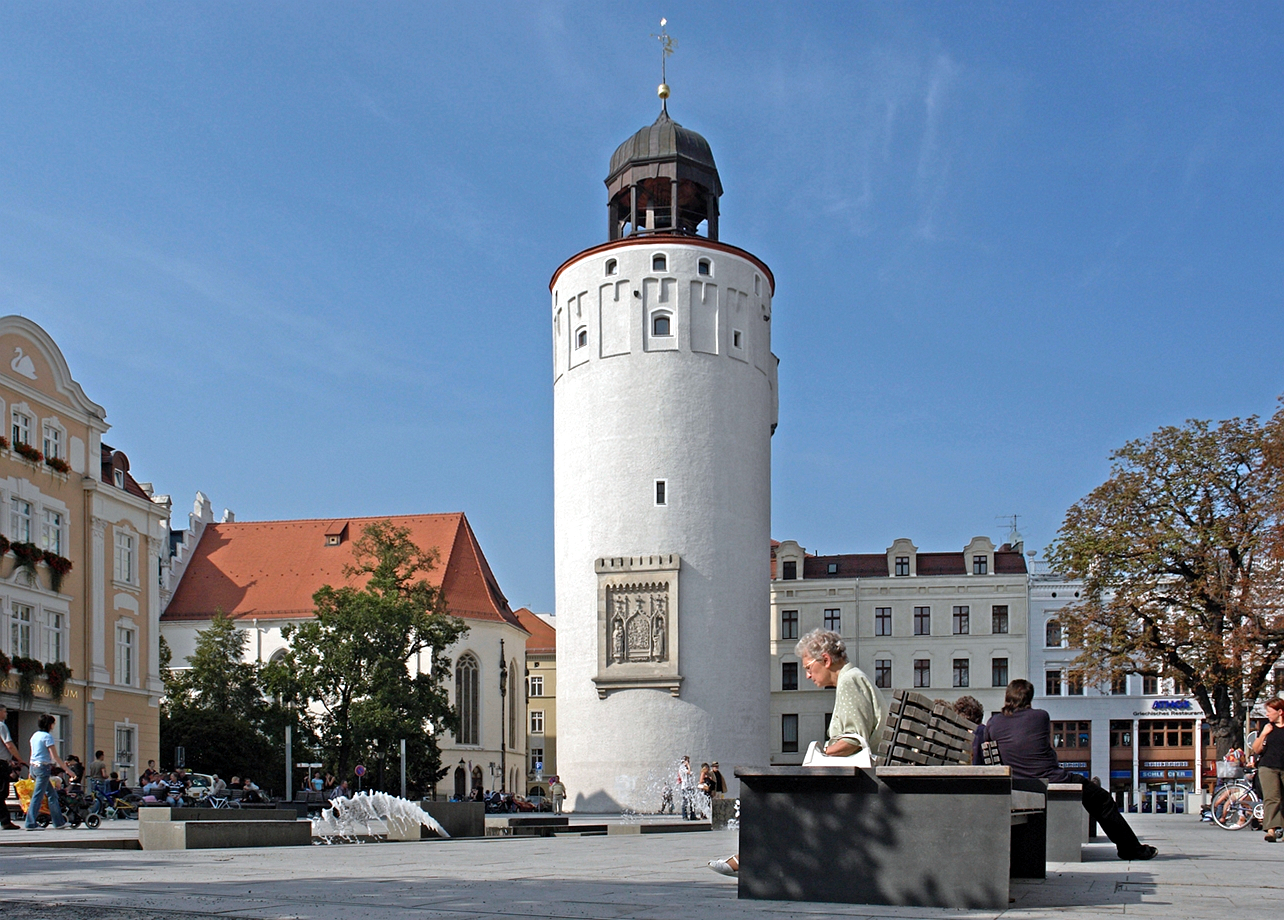
Görlitz, la Grosse Tour (Dicker Turm).

La ville est fondée à une date inconnue. La première mention date de 1071. À cette époque, Görlitz n'est qu’un petit village, nommé Gorelic, dans la région de Lusace qui sera peu après rattachée à la Bohême. Au XIIIe siècle, le village devient peu à peu une ville. Aux siècles suivants, la ville est un membre prospère de l'Alliance des Six Villes, qui unit six villes de Lusace : Görlitz, Bautzen, Lubań, Löbau, Kamenz et Zittau.
C'est là que naît le philosophe allemand Jakob Böhme, en 1575. Après les épreuves de la guerre de Trente Ans, la Haute-Lusace (y compris Görlitz) passe à l'électorat de Saxe en 1635. En 1815, après les guerres napoléoniennes, le congrès de Vienne décide d'attribuer Görlitz à la Prusse, et la ville fait ainsi partie de la province prussienne de Silésie de 1815 à 1945.

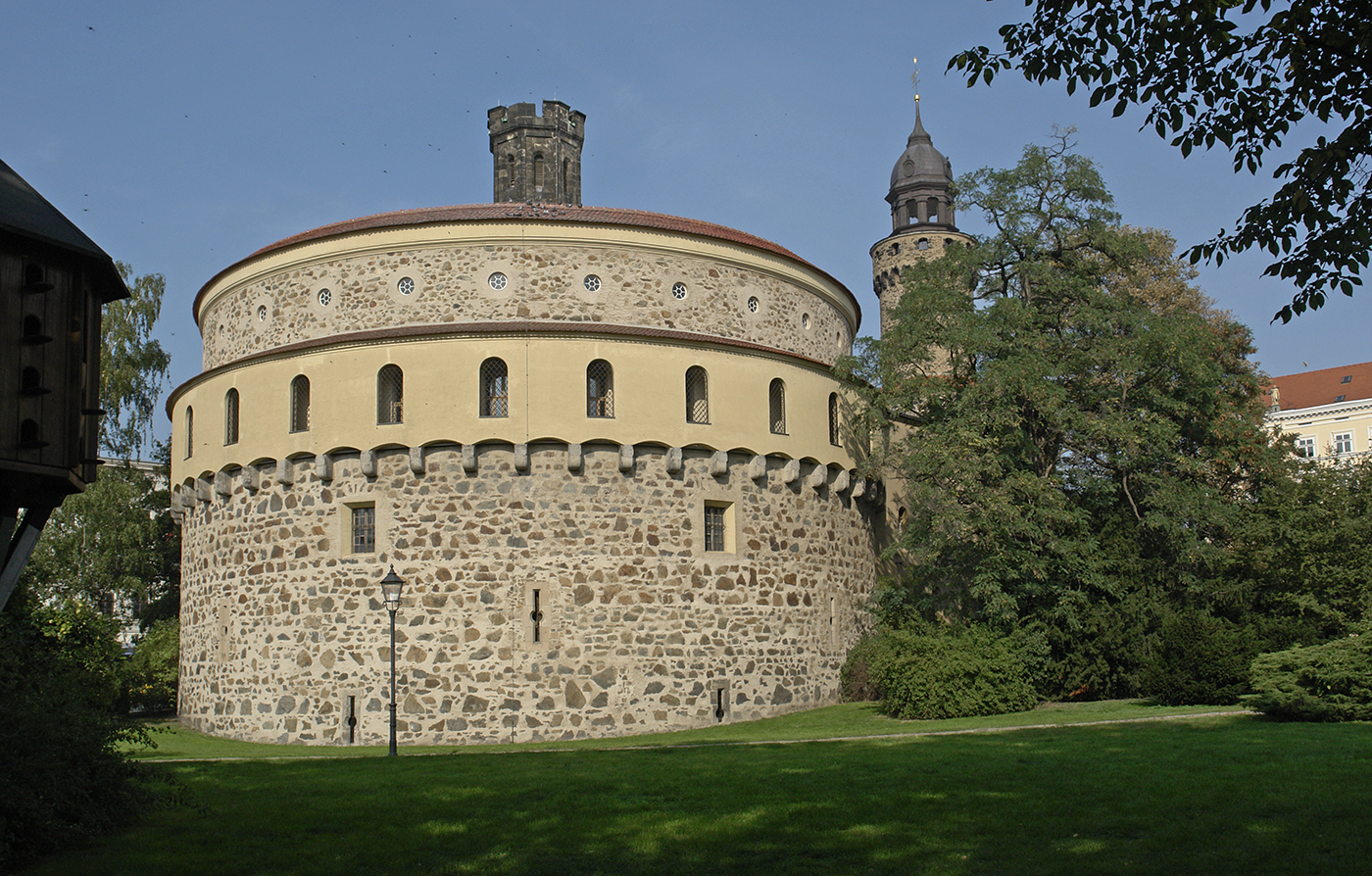
Görlitz, bastion impérial (Kaisertrutz).

L'appartenance à la Prusse a un impact significatif sur le développement politique et social de la ville. Le droit communal prussien est introduit en 1833 et la ville connaît une résurgence sous le premier seigneur-maire Gottlob Ludwig Demiani. En 1847, est établie la liaison ferroviaire avec Dresde et la ville est également reliée au même moment par une ligne secondaire avec Berlin et Breslau. En 1867, la société de chemin de fer Berlin-Görlitz inaugure sa ligne de chemin de fer Berlin-Görlitz au départ de la Gare de Görlitz (Berlin) (Görlitzer Bahnhof) à Berlin. En 1873, est créé le district urbain de Görlitz.
Ces nouvelles liaisons accompagnent une industrialisation rapide. Le paysage urbain au sud de la vieille ville est toujours caractérisé par de nombreux grands bâtiments publics, des installations industrielles (Meyer Optik par exemple) et des cités d'habitation de l'ère wilhelminienne. Lors de la division de la Silésie en provinces de Haute et de Basse-Silésie en 1919, Görlitz fait partie de la Basse-Silésie occidentale.
De 1939 à 1944 y est installé un camp de prisonniers, le Stalag VIII-A Görlitz. Quand l'Allemagne nazie est sur le point de perdre la guerre, les troupes allemandes font sauter tous les ponts sur la Neisse de Lusace. C'est à Görlitz que Joseph Goebbels prononça son dernier discours public devant une audience de 2 000 personnes dans une salle de spectacle le 10 mars 1945.
La ville est occupée le 19 avril 1945 par les unités du Premier front ukrainien (maréchal Koniev). Le centre-ville historique de Görlitz sort cependant épargné du conflit. Le déplacement de frontières en 1945 — en particulier le report de la frontière germano-polonaise sur l'Oder — divise la ville, la partie située sur la rive droite, revenant à la Pologne, prend le nom de Zgorzelec en 1945, tandis que la partie principale est rattachée à l'État allemand de Saxe. Après la dissolution des Länder en Allemagne de l'Est (1952), Görlitz est rattaché au district de Dresde. L'État libre de Saxe est reconstitué après la réunification allemande en 1990.
Aujourd'hui, Görlitz et Zgorzelec, deux villes sur les rives opposées de la rivière, entretiennent des relations amicales. Deux ponts ont été construits et une ligne d'autobus joint les parties allemande et polonaise de la ville ; il y a une gestion urbaine commune, avec des sessions annuelles qui réunissent les deux conseils municipaux.
Grâce à son héritage architectural exceptionnellement riche (gothique, renaissance, baroque, historiciste, art nouveau), qui n'a pas été détruit durant la Seconde Guerre mondiale – à la différence de la plupart des autres villes allemandes — Görlitz est considérée comme une des plus belles villes d’Allemagne.
Ville tranquille à la démographie vieillissante, Görlitz voit sa population diminuer de moitié par rapport à l'après-1945, évolution accélérée avec la chute du mur de Berlin, la désindustrialisation et le tarissement du bassin houiller. Le chômage y est élevé (17 %) ainsi que la délinquance, et l'extrême droite y réalise de bons scores, comme dans toute la région. Des vestiges du passé d'exploitation minière du lignite par Deutsch Ossig sont conservés ; l'entreprise est démantelée et la mine est devenue un lac artificiel avec des plages, afin d'attirer les touristes tchèques et polonais.
Depuis le milieu des années 1990, un donateur anonyme donne chaque année un million d'anciens marks (soit 512 000 euros) à la municipalité afin de rénover d'anciennes bâtisses détériorées. Il a indiqué qu'il suspendrait son aide si son identité était révélée.
Fin mai 2019, le candidat de l'Alternative pour l'Allemagne (AfD) arrive en tête au premier tour de l'élection municipale avec 36,4 % des voix. Le désistement de la candidate écologiste permet la victoire du représentant de la CDU Octavian Ursa.

## Patrimoine

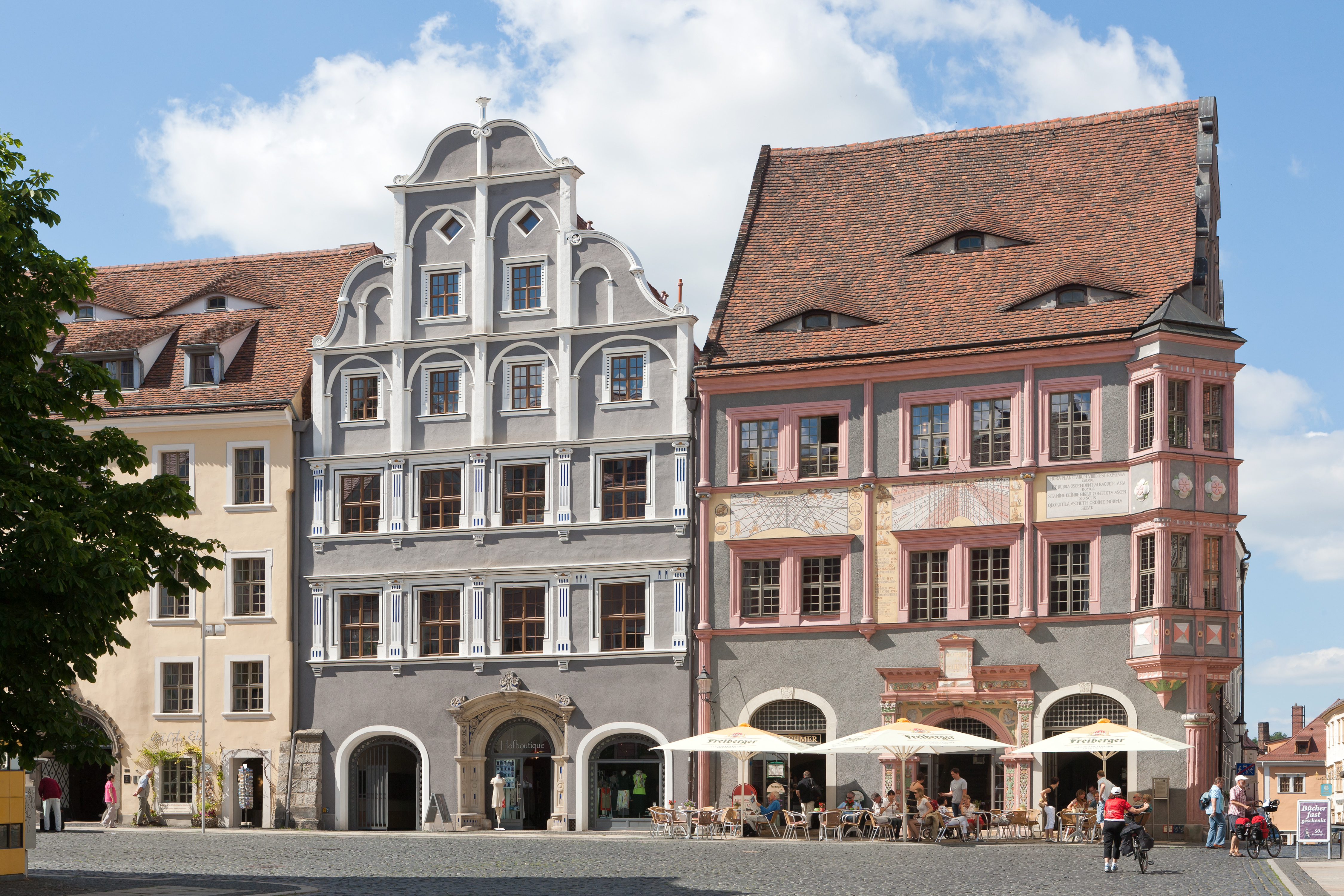
Maisons typiques de la vieille ville de Görlitz sur la place du marché du bas, à droite l'ancienne pharmacie Ratsapotheke.

La perle de la Basse-Silésie a retrouvé ses fastes d'antan, après de longs travaux de rénovation. La ville doit son riche patrimoine (3 500 maisons classées dans la vieille ville) à la prospérité que lui procure, aux XVe et XVIe siècles, la fabrication de drap et le commerce de la guède ou Pastel des teinturiers.
Le grand magasin Görlitzer Warenhaus est un célèbre bâtiment de style Art nouveau de la ville.
La plus haute structure de la ville est l'église paroissiale Saint-Pierre-et-Paul de Görlitz.
Görlitz compte environ 4 000 anciens bâtiments classés (tours, magasins ou encore maisons gothiques). On peut par exemple citer comme monuments architecturaux l'ancien palais municipal déserté (avec une salle de spectacle monumentale) ou un établissement de bains des années 1900, abandonné.
La ville accueille de nombreux tournages (une soixantaine entre 1954 et 2015), principalement des films et des séries télévisées allemandes, et quelques longs-métrages étrangers dont Le Tour du monde en quatre-vingts jours (2004), The Reader (2008), Inglourious Basterds (2009), The Grand Budapest Hotel (2013 ; après la sortie de ce film, la fréquentation touristique de Görlitz augmente de 28 %) ou encore Monuments Men (2014). C'est dû en particulier à la profusion de décors historiques, couvrant de nombreuses époques. En 2013, le tournage de La Voleuse de livres provoque un scandale, des commerçants arrachant les emblèmes nazis installés dans la ville pour les besoins du film, craignant que cela ne trouble les touristes.
La maison d'édition CA Starke Verlag est fondée le 20 octobre 1847 par Christian August Starke (1823-1882) à Görlitz.

## Risque sanitaire
En 2008, la Commission européenne annonce un cas de grippe aviaire dû au virus H5N1 chez des volailles en Saxe, élevage de 800 oies, de 550 canards, de 60 poulets et de 24 dindes (tous ces oiseaux sont abattus) de la région de Görlitz. C'est le premier cas pour 2008 dans toute l'UE (le précédent est aussi allemand et date de décembre 2007, alors que le dernier oiseau sauvage identifié porteur du virus date de février 2008, en Grande-Bretagne).

## Personnages célèbres
À Görlitz sont nés :
- Johann Gottlob Harrer (1703-1755), compositeur et Thomaskantor[3].
- Johann Samuel Traugott Gehler (1751-1791), physicien et juriste allemand.
- Richard Foerster (1843-1922), philologue classique, historien de l'art et archéologue, professeur d'université
- Hildegarde Burjan (1883-1933), femme politique et religieuse.
- Oskar Morgenstern (1902-1977), mathématicien et économiste.
- Reinhart Koselleck (1923-2006), historien.
- Thomas Ritter (1967-), footballeur.
- Jens Jeremies (1974-), footballeur.
- Michael Ballack (1976-), ancien footballeur international ayant joué pour l'équipe de Chelsea Football Club et du Bayern Munich[3].
- Hans-Jürgen Dörner (1951-2022), footballeur allemand.

## Jumelages
La ville de Görlitz est jumelée avec :
- Wiesbaden (Allemagne) depuis le 1er juillet 1990.
- Amiens (France) depuis 1971.
- Molfetta (Italie).
- Nový Jičín (Tchéquie) depuis 1981.
- Zgorzelec (Pologne).
- Náoussa (Imathie) (Grèce).

## Gastronomie
Le Schlesisches Himmelreich est la spécialité gastronomique locale. Ce plat, à la saveur aigre-douce, est composé de viande de porc salée et de fruits séchés. Il est servi avec des Knödel (boulettes) et une sauce blanche préparée au jus de citron.